# British Comedy Awards 1998

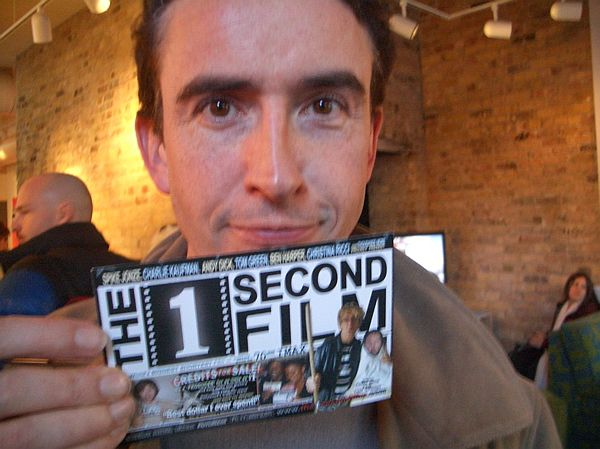
Steve Coogan, najlepszy telewizyjny aktor komediowy

Thora Hird, nagroda za całokształt twórczości

British Comedy Awards 1998 – dziewiąta edycja British Comedy Awards, zorganizowana w grudniu 1998 roku. Ceremonię rozdania poprowadził ósmy raz z rzędu Jonathan Ross. W głównych kategoriach aktorskich zwyciężyli Emma Chambers (za rolę Alice w serialu Pastor na obcasach) i Steve Coogan (za rolę tytułową w serialu I'm Alan Partridge). 

## Lista laureatów
- Najlepszy telewizyjny aktor komediowy: Steve Coogan
- Najlepsza telewizyjna aktorka komediowa: Emma Chambers
- Najlepsza osobowość komediowa BBC1: Harry Enfield
- Najlepsza osobowość komediowa BBC2 / Channel 4 / Channel 5: Steve Coogan
- Najlepsza osobowość ITV: Michael Barrymore
- Najlepszy debiut w komedii telewizyjnej: Dylan Moran
- Najlepsza nowa komedia telewizyjna: The Royle Family
- Najlepszy komediodramat telewizyjny: Underworld
- Najlepszy sitcom: I'm Alan Partridge
- Najlepsza komedia dla dzieci: Sooty & Co.
- Najlepszy serial komediowy: Goodness Gracious Me
- Najlepszy program rozrywkowy: Who Wants To Be A Millionaire
- Najlepsza komedia filmowa: Porachunki
- Najlepszy stand-up: Tommy Tiernan
- Najlepsza komedia radiowa: Old Harry's Game
- Nagroda publiczności: Jedną nogą w grobie
- Nagroda za całokształt twórczości: Thora Hird
- Nagroda Brytyjskiej Gildii Scenarzystów dla najlepszego scenarzysty komediowego: Frank Muir i Denis Norden